# Nemosoma maculata
Nemosoma maculata is een keversoort uit de familie schorsknaagkevers (Trogossitidae). De wetenschappelijke naam van de soort werd in 1991 gepubliceerd door Roger Dajoz.